# Paul Hoenscher

Paul Hoenscher

Paul Hoenscher (* 25. März 1887 in Klein-Neudorf, Kreis Grottkau; † 16. Februar 1937) war ein deutscher Politiker (NSDAP).

## Leben und Wirken
Paul Hoenscher wurde als Sohn eines selbständigen Landwirts geboren. Nach dem Besuch der Volksschule in den Jahren 1894 bis 1897 und des Gymnasiums von 1897 bis 1900 wurde er bis 1908 in landwirtschaftlichen Betrieben praktisch ausgebildet. Ergänzend dazu wurde er an der landwirtschaftlichen Winterschule unterrichtet. Nachdem er von 1908 bis 1910 dem Infanterieregiment 22 angehört hatte, verdiente Hoenscher seinen Lebensunterhalt als Landwirt.
Von 1914 bis 1918 nahm Hoenscher als Angehöriger des Reserveinfanterieregiments 51 am Ersten Weltkrieg teil, in dem er mit dem Eisernen Kreuz II. Klasse und dem Schlesischen Adler ausgezeichnet wurde. 
Zum 1. August 1930 trat Hoenscher in die NSDAP ein (Mitgliedsnummer 291.550), in der er Funktionärsaufgaben, unter anderem als Kreisbauernführer, übernahm. Bei der Reichstagswahl im März 1933 wurde Hoenscher als Kandidat der NSDAP im Wahlkreis 9 (Oppeln) in den Reichstag gewählt. Er gehörte dem deutschen Parlament fortan – im November 1933 und März 1936 wiedergewählt – knapp vier Jahre lang bis zu seinem Tod im Februar 1937 an. 